# Bouizakarne
Bouizakarne (en Neo-Tifinnagh : ⴱⵓⵢⵣⴰⴽⴰⵔⵏ, en taclḥit latin script: Buyzakarn) est une ville du Maroc. Elle est située dans la région de Guelmim-Oued Noun.

## Personnalités
- Caïd el Madani Akhsassi
- Caïd el Hanafi Akhsassi
- Capitaine Eugène Miquel (Boulhya)
- Boujemaa Lakhsassi
- Mohamed ben lcaid Tahar Ben lcaid Madani.
- Pierre Justinard

## À proximité
Bouizakarne (dont le nom vient du tamazight qui signifie ville ou lieu à cordes) est une ville du sud du Maroc, située au pied de la chaîne de l'Anti-Atlas, entourée de montagnes, dont Akenbouch. La ville se trouve à proximité de plusieurs villages : Timoulay izder (14 km), Ifrane (25 km), Taghjijte (40 km), Tagante(9 km). Elle se situe aussi à 40 km au nord de la ville de Guelmim, la capitale de la région.

## Infrastructures et équipements
Le conseil municipal de la ville est composé de deux conseillères et 13 conseillers. L’administration communale est organisée en plusieurs services avec 45 cadres et employés.
Les infrastructures sociales de la ville comportent :
- Un réseau d’établissements scolaires formé de cinq écoles primaires (dont une est privée), deux collèges et deux lycées.
- Un centre de santé et un hôpital,en plus d’un centre hospitalier militaire.

La majorité des quartiers de la ville est équipée en eau potable, assainissement, électricité,téléphonie et internet.
Quatre particularités de la ville :
1. Ancienne ville chef-lieu pendant la période du protectorat français ;
2. Le plus important regroupement de casernes militaires de la région ;
3. Une ancienne source d’eau potable avec un débit qui reste préservé malgré les années de sécheresses, et qui sert aujourd’hui uniquement à l’irrigation ;
4. Une petite production d'huile d’olive de bonne qualité.